# لويس غاليانو
لويس غاليانو (بالإسبانية: Luis Galeano)‏ هو لاعب كرة قدم نيكاراغوي في مركز الهجوم، ولد في 15 أكتوبر 1991 في Jalapa, Nicaragua ‏ في نيكاراغوا. شارك مع منتخب نيكاراغوا لكرة القدم. أما مع النوادي، فقد لعب مع ART Municipal Jalapa ‏.

## وصلات خارجية
- لويس غاليانو على موقع قاعدة بيانات كرة القدم.إي يو (الإنجليزية)
- لويس غاليانو على موقع ناشيونال فوتبول تيمز (الإنجليزية)
- لويس غاليانو على موقع Soccerway.com (الإنجليزية)